# Acanthoscurria minor
Acanthoscurria minor là một loài nhện trong họ Theraphosidae.
Loài này thuộc chi Acanthoscurria. Acanthoscurria minor được miêu tả năm 1871 bởi Ausserer.